# 吹上浜駅
吹上浜駅（ふきあげはまえき）は、かつて鹿児島県日置郡吹上町中原（現・日置市吹上町中原）にあった鹿児島交通枕崎線（南薩鉄道）の駅（廃駅）である。

## 歴史
- 1915年（大正4年）5月1日：開業。
- 1949年（昭和24年）9月15日：交換設備が新設され、停留場から停車場に昇格。
- 1962年（昭和37年）8月：無人化（ただし旅客業務は委託化）と共に交換設備廃止。
- 1970年（昭和45年）3月1日：委託業務廃止。
- 1984年（昭和59年）3月17日：同線廃線と共に廃止。

## 駅構造
1面1線のホームを有する地上駅であった。

## 廃止後の現状
ホーム等は撤去されているが、「吹上浜」バス停が設置されている。

## 隣の駅
鹿児島交通（南薩鉄道）
枕崎線
永吉駅 - 吹上浜駅 - 薩摩湖駅